# Voise Winters
Voise Lee Winters Harris (Chicago, 12. listopada 1962.) je bivši američki košarkaš s španjolskom putovnicom (ime Bolse Wintera).Igrao je na mjestu krila. Visine je 203 cm. 
Igrao je za sveučilišnu momčad Bradley Braves, zatim u NBA Philadelphia 76ersima koji su ga 1985. izabrali na Draftu te poslije u Europi. Igrao je u Euroligi sezone 1998./99. za španjolski Tau Ceramica iz Gasteiza. U Europi je ostao do kraja karijere 2001. godine. 

## Vanjske poveznice
- FIBA